# Willi Bongard
Willi Bongard (* 4. Juli 1931 in Alendorf, Eifel; † 6. Mai 1985 bei Nümbrecht, Oberbergisches Land) war ein deutscher Kunst- und Wirtschaftsjournalist und Publizist sowie Mitbegründer einer "freien Universität". Er ist überdies Begründer des bis heute einflussreichen Rankings Kunstkompass.

## Leben und Wirken
Bongard studierte Wirtschaftswissenschaften an den Universitäten Göttingen, Köln, Freiburg im Breisgau, Innsbruck, München und Wien. Das Börsenwesen hat er überdies während eines mehrmonatigen USA-Aufenthalts studiert. Zuvor hatte er eine Lehre als Weber abgeschlossen und ein Maschinenbaustudium begonnen.
Bongard war zunächst Wirtschaftsredakteur der FAZ und hier u. a. für die tägliche Börsenberichterstattung zuständig. Zudem veröffentlichte er in dem Fachjournal Blick durch die Wirtschaft. Als schon damals vielgefragter Experte wurde ein Interview mit ihm zum Thema Der Aktienmarkt (Frager: Günther Bollhagen) in der Schallplattenreihe Wort und Stimme als Auftakt der Unterreihe Rund um die Börse dokumentiert. 1962 bis 1968 zeichnete er als Wirtschaftsredakteur bei der Zeit. Hiernach wechselte er zu Capital (Deutschland). Daneben veröffentlichte er eine Reihe von Büchern, von denen Männer machen Märkte (1963) und Kunst und Kommerz: Zwischen Passion u. Spekulation (1967) zu den bekanntesten zählen dürften.
Bongard, der in dem Verhältnis von Kunst und Kommerz sein spezielles Thema gefunden hatte, begründete 1970 den bis heute stark rezipierten Kunstkompass und publizierte das Ranking bis 1985 selbst, zuletzt in seinem eigenen Kunstinformationsdienst art aktuell.
1971 holte er, der somit vermehrten (wenn auch umstrittenen) Einfluss auf den bundesrepublikanischen Kunstbetrieb gewonnen hatte, zusammen mit Kaspar Vallot den Verpackungskünstler Christo Javacheff für eine aufsehenerregende Kunstaktion nach Monschau. Christo verpackte in Monschau die Burg und die Haller-Ruine.
1973 gehörte Bongard zusammen mit Joseph Beuys zu den Mitbegründern der Free International University, die er bis zu seinem Tod auch mit leitete.
Bongard starb 1985 infolge eines Autounfalls.